# Crotonia
Crotonia är ett släkte av kvalster. Crotonia ingår i familjen Crotoniidae.

## Dottertaxa tillCrotonia, i alfabetisk ordning[1]
- Crotonia alluaudi
- Crotonia americana
- Crotonia ardala
- Crotonia blaszaki
- Crotonia borbora
- Crotonia brassicae
- Crotonia brevicornuta
- Crotonia camelus
- Crotonia capistrata
- Crotonia caudalis
- Crotonia cervicorna
- Crotonia chiloensis
- Crotonia cophinaria
- Crotonia cupulata
- Crotonia dicella
- Crotonia ecphyla
- Crotonia flagellata
- Crotonia jethurmerae
- Crotonia lanceolata
- Crotonia longibulbula
- Crotonia lyrata
- Crotonia marlenae
- Crotonia nukuhivae
- Crotonia obtecta
- Crotonia ovata
- Crotonia pauropelor
- Crotonia perforata
- Crotonia pulchra
- Crotonia reticulata
- Crotonia rothschildi
- Crotonia tryjanowskii
- Crotonia tuberculata
- Crotonia unguifera